# Fiat Multipla

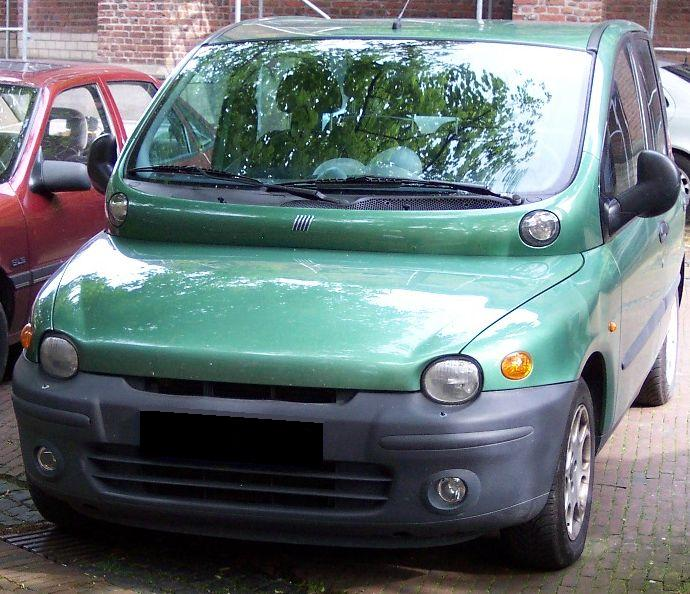
Első generációs Multipla

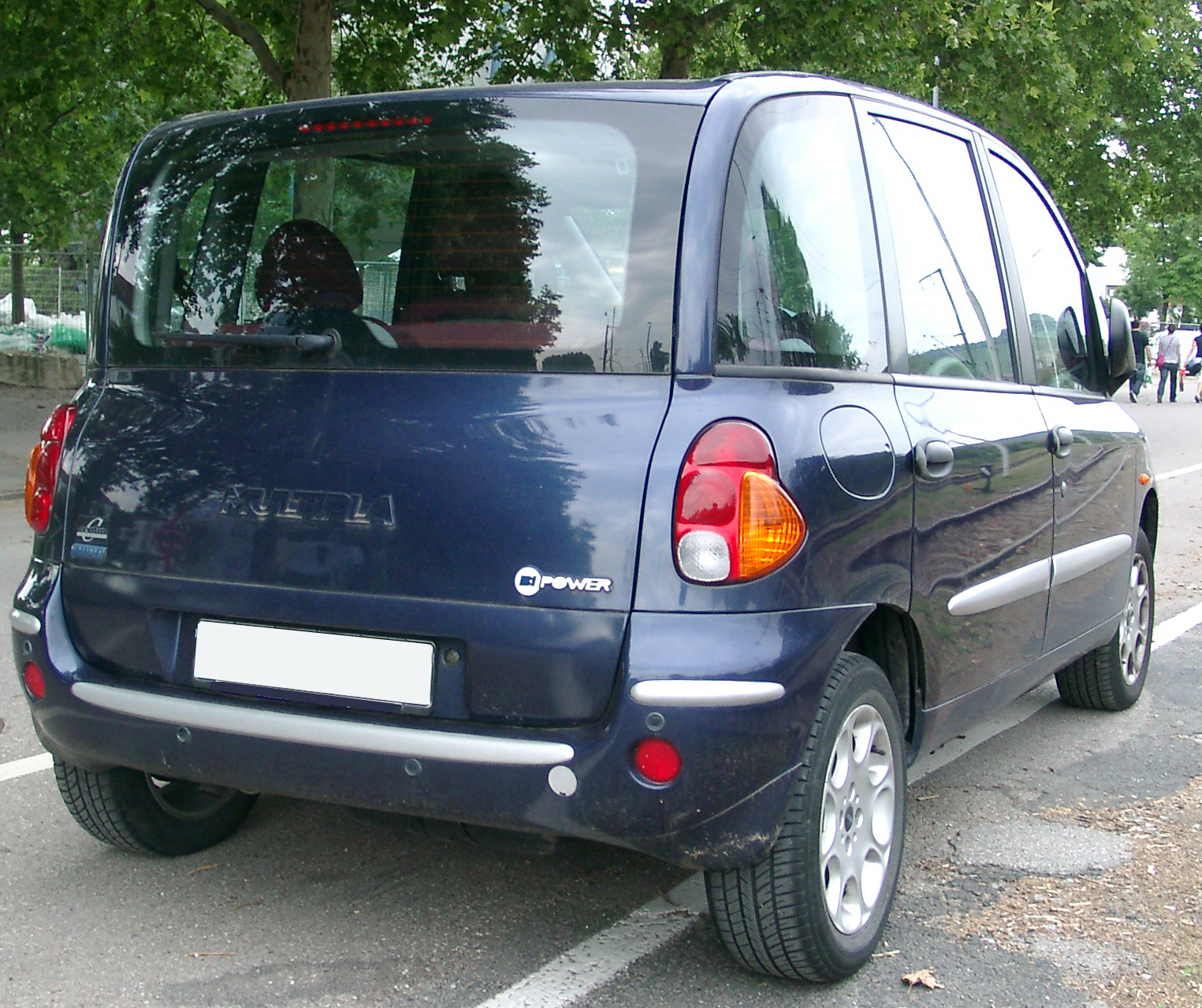
Fiat Multipla Bipower

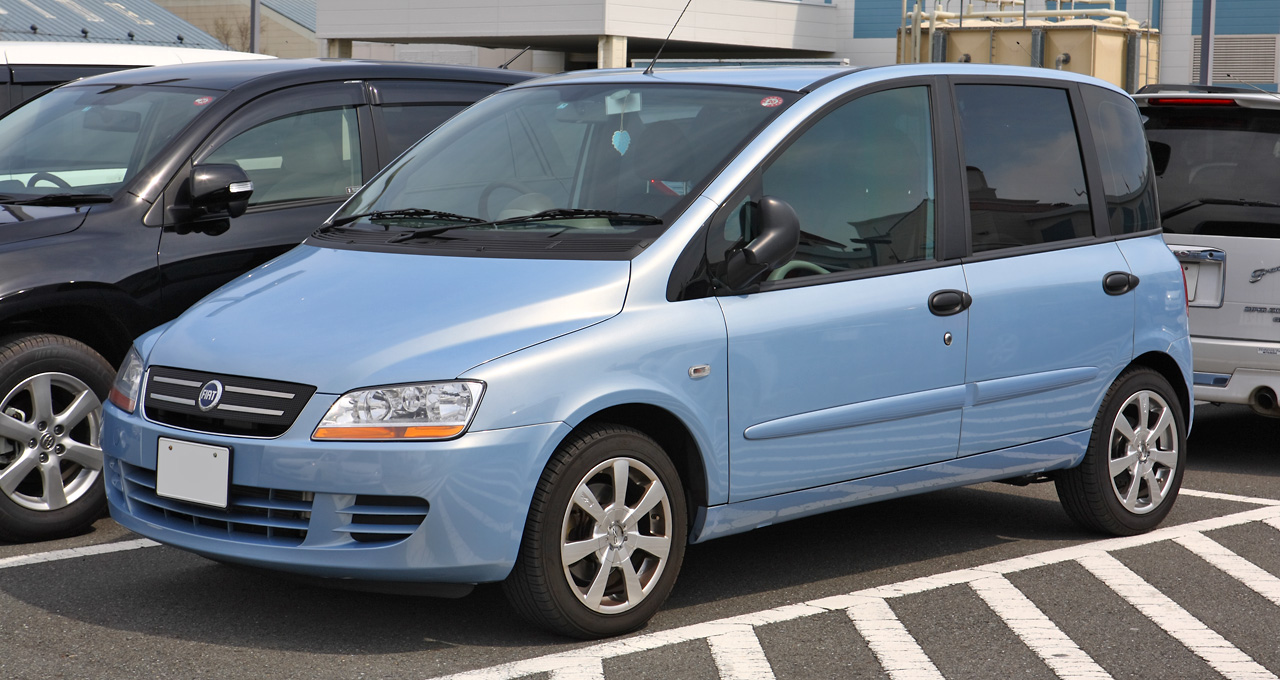
Második generációs Multipla (2004-től)

A Fiat Multipla (jelentése: sokoldalú) egy kompakt egyterű (MPV), melyet az olasz Fiat autógyár készített 1998 és 2010 között. Számos alkatrészében a kortárs Bravo/Brava modellpár alapjaira épül, ám különleges, újító stílusa és koncepciója meglehetősen egyedülállóvá tette.
Nevét egy korábbi FIAT modelltől örökölte, az 1956-ban bemutatott és a 600-as sorozatra épülő, szintén 6 üléses Multipla 600-tól. Minden szempontból találó névválasztás, hiszen az elődmodell is újszerű elrendezéséről, illetve erősen megosztó formájáról vált közismertté a maga korában.

## Felépítés
Az első generációs Multipla mindössze 3,99 m-es hossza ellenére szokatlanul széles és magas karosszériájának felépítését saját padlólemeze és egy speciális térváz tette lehetővé. Mindennek köszönhetően - konkurenseivel ellentétben - két sorban kínált 3-3 ülést (a hasonló felépítésű Honda FR-V csupán 2004-ben jelent meg). E koncepció eredményeképpen a csomagtér mérete állandó lehetett teljes létszámnál is, illetve az utasoknak egyformán komfortos ülések jutottak, továbbá senki sem kényszerül a csomagtartóban utazni.

## Dizájn
Mindezen újítások ellenére a modell fogadtatása Olaszország határain kívül meglehetősen visszautasító volt, aminek oka kifejezetten a karosszéria formájában keresendő. És bár 1998-ban bemutatták a "Different Roads" című kiállításon a New York-i Modern Művészetek Múzeumában (MOME), ahol fődíjat is nyert, ugyanabban az évben az angol Top Gear autós magazin szavazásán elnyerte a "A világ legrondább autója" címet is. Mindez jól érzékelteti a típussal kapcsolatos végletes álláspontokat, melyeknek következtében a legtöbb piacon elmaradtak a várt üzleti sikerek is.
2004-ben, két alaposabb belső frissítés után, a Multipla külsejét is átszabták és az akkoriban futó Stilóhoz illesztették. Ezzel egyúttal megszüntették az addig legnagyobb ellenkezést kiváltó szélvédő alatt domborítást is, de ez - az ekkorra már szinte jelenkori klasszikusnak számító előd hírhedtsége okán - nem sokban javította az elfogadottságát, legalábbis a konzervatív piacokon. Mindezekért - és mindennek ellenére - a Multipla a korát megelőző és jelentősen újszerű elvek alapján épített autó, melyet Kínában egészen 2013-ig gyártottak.

## Környezetvédelem
Szintén a típushoz kapcsolódik a FIAT környezetvédelemmel kapcsolatos fejlesztéseinek bemutatkozása is. A Multiplában jelent meg elsőként a Bipower változat, amely metánnal és benzinnel egyaránt üzemeltethető volt. Később készült tisztán gázos, majd LPG-benzines verzió is. Szintén gyártásra kész állapotban volt már 1998-ban (és a gyári katalógusokban szerepelt is) egy elektromos-hibrid verzió is, melyet aztán - feltehetően a vegyes fogadtatásból származó veszteségek miatt - mégsem gyártottak.

## Motorok
Az 1,6-os benzines és 1,9-es dízelmotorok dinamikus haladást és agilis vezethetőséget kínálnak, illetve a rövid, széles kaszni és a közvetlen kormányzás kedvező menettulajdonságokat biztosítanak.
A különböző évjáratú motorok között a legjelentősebb különbség az Euro besorolás változása, teljesítményüket tekintve közel azonosak. A metán/benzines üzemeltetésű Bipower változat jelenlegi neve Naturalpower. A Blupower tisztán metánnal üzemelt és már 1998-ban teljesítette az Euro 5 normát, de viszonylag rövid hatótávolsága és a máshol (értsd: Olaszországon kívül) kiépítetlen metánkút-hálózat nélkül csak korlátozott használhatóságú volt. A Gpower LPG/benzines motorral érkezett, ami többek között itthon volna különösen előnyös, ezt viszont az olasz piac nem díjazta, hiszen ott nem terjedt el ez az üzemanyagfajta (LPG). 2008 decemberében még három változatban készültek Multiplák: 1,6-os benzines, 1,9-es mJTD és a szintén 1,6-os Naturalpower.
| Modell        | Üzemanyag    | Motor     | Lökettérfogat (cm³) | Teljesítmény            | Nyomaték          | Euro kat. | Évjárat |
| ------------- | ------------ | --------- | ------------------- | ----------------------- | ----------------- | --------- | ------- |
| 100 16V       | benzin       | sor4, 16v | 1581                | 103/76 LE/kW @ 5750 rpm | 145 Nm @ 4000 rpm | Euro 2-4  | 1998-   |
| 105 JTD       | dízel        | sor4, 8v  | 1910                | 105/77 LE/kW @ 4000 rpm | 200 Nm @ 1500 rpm | Euro 2    | 1998-   |
| Bi-Power      | benzin/metán | sor4, 16v | 1581                | 92/69 LE/kW @ 5750 rpm  | 130 Nm @ 4000 rpm | Euro 3    | 1998-   |
| Blupower      | metán        | sor4, 16v | 1581                | 95/70 LE/kW @ 5750 rpm  | 130 Nm @ 4000 rpm | Euro 5    | 1998-   |
| 110 JTD       | dízel        | sor4, 8v  | 1910                | 110/81 LE/kW @ 4000 rpm | 203 Nm @ 1750 rpm | Euro 3    | 2001-   |
| 115 JTD       | dízel        | sor4, 8v  | 1910                | 115/85 LE/kW @ 4000 rpm | 203 Nm @ 1750 rpm | Euro 3    | 2002-   |
| Gpower        | benzin/LPG   | sor4, 8v  | 1581                | 103/76 LE/kW @ 4000 rpm | 130 Nm @ 4000 rpm | Euro 4    | 2002-   |
| Natural Power | benzin/metán | sor4, 16v | 1581                | 103/76 LE/kW @ 5750 rpm | 130 Nm @ 4000 rpm | Euro 4    | 2004-   |
| 120 mJTD      | dízel        | sor4, 8v  | 1910                | 120/90 LE/kW @ 4000 rpm | 206 Nm @ 1456 rpm | Euro 5    | 2005-   |